# Конституционная история Турции
Конституционная история Турции — период в истории турецкого права, начавшийся с принятия первого основного закона Османской империи в 1876 году. Современная конституция Турецкой Республики была ратифицирована в 1921 году, а затем пересматривалась в 1924, 1961, 1982 годах и, последний раз, в 2010 году. В 2000-х годах вновь был поднят вопрос относительно ещё одной конституционной реформы, позволяющей Турции соблюсти политические критерии вступления в Европейский союз. В результате, в 2010 году был проведён конституционный референдум, завершившийся утверждением новых поправок. 
Начиная с 2005 года, Партия справедливости и развития вела кампанию за переход Турции от парламентской формы правления к президентской республике. 16 апреля 2017 года состоялся конституционный референдум, на котором турецкие избиратели проголосовали за установление президентской республики, отмену должности премьер-министра, увеличение числа депутатов парламента и реформу Верховного совета судей и прокуроров.

## Основные этапы
На протяжении веков Турция имела несколько конституций.
- 1876—1878 — первая Османская конституция[англ.].
- 1909—1920 — вторая Османская конституция, изменённая конституция 1876 года: восстановлена конституционная парламентская монархия, создан двухпалатный парламент, введена многопартийность.
- 1921—1924 — первая Конституция Турецкой Республики; провозглашён принцип национального суверенитета, введён однопалатный парламент (Великое Национальное Собрание Турции), монархия формально не отменена, но де-факто Турция становится республикой.
- 1924—1961 — доработанная конституция 1921 года; монархия отменена, Турция провозглашена республикой.
- 1961—1982 — изменённая конституция 1924 года; провозглашёны принцип разделения властей и некоторые гражданские права, введены верхняя палата парламента, Сенат, и Конституционный суд, расширены полномочия исполнительной власти.
- 1982—2010 — новая версия конституции; регламентирован переход от военного режима к демократической республике, упразднён Сенат, страна вернулась к однопалатному парламенту.
- 2010 — приняты изменения в Конституцию 1982 года, направленные на приведение турецкого законодательства в соответствие со стандартами Европейского Союза.
- 2017 — в стране прошёл Конституционный референдум.